# Per-Olof Arvidsson
Per-Olof Arvidsson, född 18 december 1864 i Augerums socken, död 30 augusti 1947 i Stockholm, var en svensk sportskytt som deltog i olympiska sommarspelen 1908 och 1912. I London 1908 blev han silvermedaljör i lagtävlingen i frigevär helmatch, och i Stockholm 1912 ingick han i det segrande svenska laget i löpande hjort, enkelskott.